# Álcool cetoestearílico etoxilado
O álcool cetoestearílico etoxilado é uma substância química, é um tensoativo não-iônico que é usado como agente emulsionante e estabilizante.